# Тонкохвост маленький
Тонкохвост маленький, или стрелка-карлик, или стрелка малая (лат. Ischnura pumilio) — вид равнокрылых стрекоз семейства Coenagrionidae.

## Описание

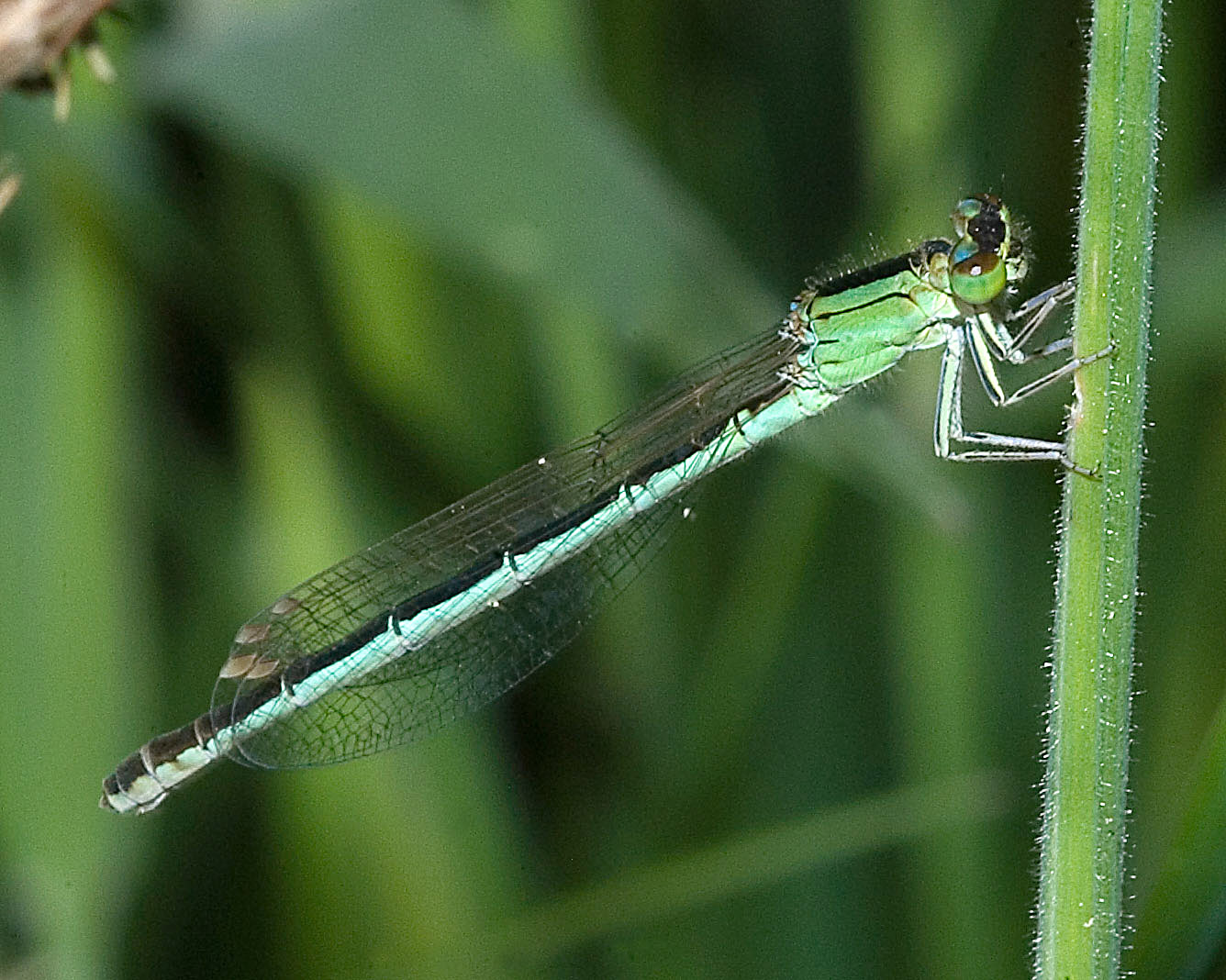
Самка

Длина 26—31 мм, брюшко 22—25 мм, заднее крыло 14—18 мм.. Голова широкая, с округлённым лбом. На затылке находится два светлых пятна. Затылочные пятна округлые. Задний край переднеспинки слабо вытянутый назад. Птеростигма узкая, равная одной ячейке. На передних крыльях птеростигма крупнее, чем на задних, особенно у самцов. Ноги чёрного или тёмно-серого цвета.
Брюшко у самцов на верхней стороне тёмное с характерным голубым пятном «фонарём», по бокам и снизу голубоватого или зеленоватого цвета. Грудь самцов чёрная, с голубыми полосками. Спинная сторона II тергита брюшка полностью чёрная. IX сегмент полностью голубого цвета, VIII сегмент частично голубой. Птеростигма двухцветная на передних крыльях, с чёрной проксимальной и беловатой дистальной частями.
У самок птеростигма на передних крыльях в той либо иной степени двухцветная, частично светло окрашенная. Задний край переднеспинки самки трёхлопастный. VIII тергит брюшка чёрного цвета, анальные придатки белого цвета. На VIII стерните брюшка перед яйцекладом располагается острый шип. Тело в целом имеет зеленовато-коричневую или желтовато-зелёную окраску, с тёмным рисунком как у самцов.

## Ареал
Западно-центрально-палеарктический температный вид. Умеренная зона Европы, Западная и Средняя Сибирь, Северная Африка, Передняя и Центральная Азия.
Вид распространён почти по всей Украине. Местами обычный, местами массовый, но на севере в Полесье встречается редко.

## Биология
Лет: конец мая — середина октября. Вид заселяет практически любые типы стоячих или медленно текущих водоёмов, чаще небольших, как временных, так и непересыхающих. Самки откладывают яйца в сопровождении самцов в стебли водной растительности.
Окраска тела личинки желтовато-зелёная. Длина личинки 21-22 мм. Личинки держатся преимущественно среди водной растительности, чрезвычайно пугливые и при малейшей опасности прячутся на дно.